# مسيرة فخر المثليين الليلية
مسيرة فخر المثليين الليلية هي مظاهرة تجمع أشخاصا منتمين لمجموعة إل جي بي تي ، ينتقدون عدم تسييس مسيرات الفخر و يقترحون مسيرتهم كبديل لهم.

## تاريخها
خلقت فكرة مسيرة فخر المثليين الليلية بفضل مجموعة من الجمعيات مثل أكت أب باريس، أوت ترانس ونساء في المقاومة 93 ، في يونيو 2015 في باريس معارضة لعدم تسييس مسيرات الفخر وفقدان السلطات العمومية دورها فيها إضافة إلى الرأسمالية الوردية. تبعت مسيرة 2015 مسيرتان أخريتان في عام 2016 و 2017. في عام 2018 ، لم تنظم المجموعة النسخة الرابعة، خوفا من أن تصبح المسيرة ملتقى رمزي لا يكون له دور اخر فعال. ومع ذلك، انتشرت الحركة في هذه الأثناء إلى مدن أخرى في فرنسا، مثل تولوز منذ عام 2016  و ليون أين كانت في المرة الأولى سيرا على الأقدام 10 مارس 2018 تنديدا بالاعتداءات ضد المثلية الجنسية ثم نظمت النسخة الأولى في 15 يونيو 2018. مدينة نيس كذلك نظمت مسيرة ليلية في عام 2018.

## تغطية إعلامية
عرفت مجموعة برايد دي نويت المنظمة لهذه المسيرة الليلية بشكل رئيسي عند وسائل الإعلام بعد قطع الطريغ لعرض «أون مارش» خلال مسيرة الفخرالأربعين في باريس.